# Panathinaikos AO
Panatinaikosⓘ Atlitikos Omilos (nowogr. Παναθηναϊκός Αθλητικός Όμιλος, Παναθηναϊκός – pol. Wszechateński) – grecki klub sportowy, jeden z najbardziej utytułowanych klubów piłkarskich tego kraju. Klub jest znany także z sekcji koszykówki i siatkówki.

## Historia
Chronologia nazw:
- 1908: PO Athinon (Podosferikos Omilos Athinon, gr. Ποδοσφαιρικός Όμιλος Αθηνών)
- 1910: Panellinios PO (Panellinios Podosferikos Omilos, gr. Πανελλήνιος Ποδοσφαιρικός Όμιλος)
- 1918: Panellinios PAO (Panellinios Podosferikos ke Agonistikos Omilos, gr. Πανελλήνιος Ποδοσφαιρικός και Αγωνιστικός Όμιλος)
- 1924: Panathinaikos AO (Panathinaikos Athlitikos Omilos, gr. Παναθηναϊκός Αθλητικός Όμιλος)

Piłkarski klub PO Athinon został założony w Atenach 3 lutego 1908 roku, kiedy Giorgos Kalafatis wraz z 40 innymi sportowcami zdecydował się opuścić Panellinios GS po decyzji klubu o zawieszeniu swojej drużyny piłkarskiej. Nazwa klubu oznaczała Klub Piłkarski Aten a klub grał na boisku przy ulicy Patission. W listopadzie 1908 startował w mistrzostwach Grecji pod patronatem SEAGS (Stowarzyszeniu Greckich  Związków Atletycznych i Gimnastycznych).
W 1910 roku, po sporze wśród członków zarządu, Giorgos Kalafatis z większością graczy i trenerem postanowił wycofać się z PO Athinon i rozpoczął grać na nowym terenie na placu Amerikis. Następnie nazwa klubu zmieniła się na Panellinios PO (pol. Panhelleński Piłkarski Klub), a na kolory klubu wybrano zielony i biały. W turniejach piłki nożnej pod patronatem SEAGS klub uczestniczył do 1914, dopóki I wojna światowa nie przeszkodziła w organizacji kolejnych sezonów.
W 1918 klub zmienił nazwę na Panellinios PAO. W 1919 po założeniu Asocjacji Klubów Piłkarskich Aten-Pireusu (EPS) brał udział w rozgrywkach lokalnych. W 1921 Asocjacja zmieniła nazwę na Enosi Podosferikon Somation Ellados (EPSE). W sezonach 1920/21 i 1921/22 zwyciężył w turnieju EPSE. W 1922 władze miejskie przekazały teren pod nowy stadion Leoforos. 15 marca 1924 klub przyjął obecną nazwę Panathinaikos Athlitikos Omilos (PAO),  (pol. Pan-Ateński Atletyczny Klub). W 1926 roku założono Grecką Federację Piłkarską (HFF), która zorganizowała pierwsze oficjalne mistrzostwa Grecji w 1927 roku. W sezonie 1929/30 klub zdobył pierwszy oficjalny tytuł mistrza Grecji.
W 1979 roku klub piłkarski odłączył się od Stowarzyszenia i został przekształcony w niezależną strukturę zawodowego klubu sportowego.
Nowy kryzys dotknął klub, gdy 20 grudnia 2010 prezes klubu Nikos Pateras podał się do dymisji, po raz drugi w ciągu 6 miesięcy (po raz pierwszy zrezygnował z przewodnictwa w marcu 2010 roku, ale wtedy po trzech miesiącach wrócił, po czym wznowiono pełne finansowanie klubu). Jednak inni główni akcjonariusze klubu odmówili przejęcia kierownictwa klubem. Nikos Pateras proponował na prezesa Adamantiosa Polemisa, ale zatwierdzony został Ioannis Vekris. W 2011 z powodu problemów finansowych i nieporozumień w kierownictwie, Zarząd postanowił zmniejszyć budżet i sprzedać wielu graczy. W 2012 roku właściciel Skai TV, Giannis Alafouzos, opracował plan sprzedaży akcji Vardinogiannis (54,7%) i udostępnił je fanom w całej Grecji, aby Panathinaikos mógł przezwyciężyć kryzys.

## Sukcesy

### Trofea międzynarodowe
| \| \| Zdobyte trofea w rozgrywkach międzynarodowych (stan na: 31-05-2017) \| |                                                                     |      |                                    |
| Rozgrywki                                                                    | Osiągnięcie                                                         | Razy | Sezon(y)                           |
| Puchar Interkontynentalny                                                    | zdobywca                                                            | 0    |                                    |
| Puchar Interkontynentalny                                                    | finalista                                                           | 1    | 1971                               |
| · Liga Mistrzów · (Puchar Europy)                                            | zdobywca                                                            | 0    |                                    |
| · Liga Mistrzów · (Puchar Europy)                                            | finalista                                                           | 1    | 1970/71                            |
| Liga Europy (Puchar UEFA)                                                    | zdobywca                                                            | 0    |                                    |
| Liga Europy (Puchar UEFA)                                                    | finalista                                                           | 0    |                                    |
| Liga Europy (Puchar UEFA)                                                    | ćwierćfinalista                                                     | 2    | 1987/88, 2002/03                   |
| · Puchar Zdobywców                                                           | zdobywca                                                            | 0    |                                    |
| · Puchar Zdobywców                                                           | finalista                                                           | 0    |                                    |
| · Puchar Zdobywców                                                           | 1/8 finału                                                          | 4    | 1988/89, 1989/90, 1993/94, 1994/95 |
| FIFA                                                                         | Zdobyte trofea w rozgrywkach międzynarodowych (stan na: 31-05-2017) |      |                                    |

### Trofea krajowe
| \| \| Zdobyte trofea w rozgrywkach Grecji (stan na: 14-05-2023) \| |                                                           |      | |
| Rozgrywki                                                          | Osiągnięcie                                               | Razy | Sezon(y) |
| Mistrzostwo                                                        | I miejsce                                                 | 20   | 1929/30, 1948/49, 1952/53, 1959/60, 1960/61, 1961/62, 1963/64, 1964/65, 1968/69, 1969/70, 1971/72, 1976/77, 1983/84, 1985/86, 1989/90, 1990/91, 1994/95, 1995/96, 2003/04, 2009/10                                                       |
| Mistrzostwo                                                        | II miejsce                                                | 26   | 1930/31, 1931/32, 1935/36, 1953/54, 1954/55, 1956/57, 1962/63, 1965/66, 1973/74, 1981/82, 1984/85, 1986/87, 1992/93, 1993/94, 1997/98, 1999/00, 2000/01, 2002/03, 2004/05, 2007/08, 2008/09, 2010/11, 2011/12, 2013/14, 2014/15, 2022/23 |
| Mistrzostwo                                                        | III miejsce                                               | 17   | 1936/37, 1955/56, 1957/58, 1966/67, 1967/68, 1970/71, 1972/73, 1977/78, 1979/80, 1988/89, 1991/92, 1998/99, 2001/02, 2005/06, 2006/07, 2015/16, 2016/17                                                                                  |
| Puchar                                                             | zdobywca                                                  | 19   | 1939/40, 1947/48, 1954/55, 1966/67, 1968/69, 1976/77, 1981/82, 1983/84, 1985/86, 1987/88, 1988/89, 1990/91, 1992/93, 1993/94, 1994/95, 2003/04, 2009/10, 2013/14, 2021/22                                                                |
| Puchar                                                             | finalista                                                 | 11   | 1948/49, 1959/60, 1961/62, 1964/65, 1967/68, 1971/72, 1974/75, 1996/97, 1997/98, 1998/99, 2006/07 |
| Superpuchar                                                        | zdobywca                                                  | 3    | 1988, 1993, 1994 |
| Superpuchar                                                        | finalista                                                 | 2    | 1989, 1996 |
| II liga                                                            | I miejsce                                                 | 0    | |
| II liga                                                            | II miejsce                                                | 0    | |
| II liga                                                            | III miejsce                                               | 0    | |
| Grecja                                                             | Zdobyte trofea w rozgrywkach Grecji (stan na: 14-05-2023) |      | |

- Mistrzostwa SEAGS:
  - mistrz (3x): 1908, 1910, 1911
- Puchar Bałkanów:
  - zdobywca (1x): 1978

## Stadion
Klub rozgrywa swoje mecze domowe na stadionie narodowym Spyros Louis w Atenach, który może pomieścić 74.767 widzów. Dawniej występował na stadionie Apostolos Nikolaidis, powstałym w 1922, który mógł pomieścić 17.100 widzów.

## Kibice
- Fan kluby: Gate 13

## Władze Klubu
Zarząd Klubu
| Funkcja                | Imię i nazwisko                                                                      |
| ---------------------- | ------------------------------------------------------------------------------------ |
| Właściciel             | Giannis Alafouzos (44,24%) Sortivo International Ltd (42,76%) Panathinaikos AO (10%) |
| Manos Mavrokoukoulakis | Prezydent Klubu                                                                      |
| Leonidas Boutsikaris   | I Wiceprezydent                                                                      |
| Giannis Panagiotidis   | II Wiceprezydent                                                                     |
| Giannis Alafouzos      | Członek zarządu                                                                      |
| Anna Loumidi           | Członek zarządu                                                                      |
| George Mathiopoulus    | Członek zarządu                                                                      |

| Funkcje            | Imię i nazwisko                            |
| ------------------ | ------------------------------------------ |
| George Stamos      | Dyrektor finansowy                         |
| Alkis Papantoniou  | Konsultant Prawny                          |
| Kostas Konstantos  | Doradca Administracyjny                    |
| Maria Koulouridi   | Oficer Administracji Wydziału Piłki Nożnej |
| Manolis Matsades   | Dyrektor Handlowy                          |
| Constantina Skorda | Koordynator Marketingu                     |
| Spyros Vlachos     | Specjalista ds. organizacji meczów         |
| Nikos Nikolaou     | Kierownik Centrum Szkoleniowego            |

## Obecny skład
Aktualny na 28 stycznia 2025
| Nr | Poz. | Piłkarz                                  |
| -- | ---- | ---------------------------------------- |
| 1  | BR   | Jurij Łodygin                            |
| 2  | OB   | Georgios Vagiannidis                     |
| 3  | OB   | Philipp Max                              |
| 5  | OB   | Bart Schenkeveld (kapitan)               |
| 6  | PO   | Zeca (wicekapitan)                       |
| 7  | NA   | Fotis Joanidis (3. kapitan)              |
| 8  | PO   | Azzedine Ounahi (wypożyczony z Marsylii) |
| 9  | NA   | Andraž Šporar                            |
| 10 | PO   | Tetê                                     |
| 11 | PO   | Anastasios Bakasetas                     |
| 14 | OB   | Erik Palmer-Brown                        |
| 15 | OB   | Sverrir Ingi Ingason                     |
| 16 | PO   | Adam Gnezda Čerin                        |
| 17 | PO   | Daniel Mancini                           |

| Nr | Poz. | Piłkarz                   |
| -- | ---- | ------------------------- |
| 18 | PO   | Dimitrios Limnios         |
| 19 | NA   | Karol Świderski           |
| 20 | PO   | Nemanja Maksimović        |
| 21 | OB   | Tin Jedvaj                |
| 23 | OB   | Hörður Björgvin Magnússon |
| 25 | OB   | Filip Mladenović          |
| 27 | OB   | Giannis Kotsiras          |
| 28 | PO   | Facundo Pellistri         |
| 29 | NA   | Alexander Jeremejeff      |
| 31 | PO   | Filip Đuričić             |
| 44 | PO   | Georgios Nikas            |
| 55 | PO   | Willian Arão              |
| 69 | BR   | Bartłomiej Drągowski      |
| 81 | BR   | Klidman Lilo              |

### Piłkarze na wypożyczeniu
| Nr | Poz. | Piłkarz                                                  |
| -- | ---- | -------------------------------------------------------- |
|    | OB   | Georgios Katris (w Levadiakos do 30 czerwca 2025)        |
|    | OB   | Athanasios Prodromitis (w Niki Wolos do 30 czerwca 2025) |
|    | PO   | Enis Çokaj (w Levadiakos do 30 czerwca 2025)             |

| Nr | Poz. | Piłkarz                                                 |
| -- | ---- | ------------------------------------------------------- |
|    | PO   | Christos Kryparakos (w Niki Wolos do 30 czerwca 2025)   |
|    | PO   | Georgios Kyriopoulosj (w AE Kifisia do 30 czerwca 2025) |
|    | PO   | Miguel Tavares (w Makedonikos F.C. do 30 czerwca 2025)  |

## Sztab szkoleniowy
Sztab szkoleniowy i medyczny w sezonie 2021/2022
| Funkcja                               | Imię i nazwisko         |
| ------------------------------------- | ----------------------- |
| Trener                                | Ivan Jovanović          |
| Asystent                              | Christos Kontis         |
| Asystent                              | Nikolaos Kolompourdas   |
| Asystent                              | Predrag Erak            |
| Trener bramkarzy                      | Georgios Mountakis      |
| Trener przygotowania fizycznego       | Dimitrios Daniilidis    |
| Trener przygotowania fizycznego       | Giannis Stavrinos       |
| Trener Analityk                       | Stefanos Anagnostou     |
| Koordynator Departamentu Piłki Nożnej | Dimitris Saravakos      |
| Kierownik Zespołu                     | Gregory Papavassiliou   |
| Lekarz Klubu                          | Panagiotis Kouloumentas |
| Lekarz Klubu                          | Gerasimos Sinnis        |

| Funkcja        | Imię i nazwisko       |
| -------------- | --------------------- |
| Fizjoterapeuta | Arsenis Kontos        |
| Fizjoterapeuta | Michael Papamichai    |
| Fizjoterapeuta | Xenofon Konstantakis  |
| Fizjoterapeuta | Odisseas Paya         |
| Fizjoterapeuta | Panagiotis Stefanis   |
| Fizjoterapeuta | George Kalopitas      |
| Dietetyk       | George Papadimitriou  |
| Kitman         | Nektarios Diamantakos |
| Kitman         | Yiannis Yannakopoulos |
| Kitman         | Thodoris Katsas       |
| Skaut          | Makis Livathinos      |
| Skaut          | Spyros Marangos       |

## Sponsorzy
Sponsorzy techniczni i główni
| Lata      | Sponsor techniczny | Sponsor główny   |
| --------- | ------------------ | ---------------- |
| 1979–1980 | adidas             |                  |
| 1980      | Puma               |                  |
| 1980–1981 | ASICS Tiger        |                  |
| 1981–1982 | Admiral            |                  |
| 1982–1983 | ASICS Tiger        |                  |
| 1983–1986 | ASICS Tiger        | Citroën          |
| 1986–1987 | ASICS Tiger        | Interamerican    |
| 1987–1993 | Asics              | Interamerican    |
| 1993–1995 | Kappa              | Interamerican    |
| 1995–1997 | adidas             | Interamerican    |
| 1997–1999 | adidas             |                  |
| 1999–2000 | adidas             | Motor Oil Hellas |
| 2000–2001 | adidas             | Piraeus Bank     |
| 2001–2006 | adidas             | OTE              |
| 2006–2011 | adidas             | Cosmote          |
| 2011–2014 | adidas             | OPAP             |
| 2014–2015 | adidas             | Pame Stoixima    |
| 2015–2017 | Puma               | Pame Stoixima    |
| 2017–2019 | Nike               | Pame Stoixima    |
| 2019–2023 | Kappa              | Pame Stoixima    |
| 2023–     | adidas             | Pame Stoixima    |

Sponsorzy i partnerzy w sezonie 2021/2022
| Przedsiębiorstwo | Funkcja            |
| ---------------- | ------------------ |
| Pame Stoixima    | Sponsor główny     |
| adidas           | Sponsor techniczny |
| CosmoteTV        | Sponsor oficjalny  |
| molto/Chipita    | Sponsor oficjalny  |
| Coca-Cola Zero   | Sponsor oficjalny  |
| avance           | Sponsor oficjalny  |
| Piraeus Bank     | Sponsor oficjalny  |
| Hygeia           | Sponsor oficjalny  |

| Przedsiębiorstwo           | Funkcja |
| -------------------------- | ------- |
| Funky Buddha               | Sponsor |
| Coco - Mat                 | Sponsor |
| Hall Of Brands             | Sponsor |
| LAMBERTS                   | Sponsor |
| Direction Business Network | Sponsor |
| Dionysos Zonar's           | Sponsor |
| KISS 92.9                  | Sponsor |
| Porcelana                  | Sponsor |
| Pizza Fan                  | Sponsor |
| OPEN Petrol & Gas SA       | Sponsor |
| IdEF                       | Sponsor |